# Вільгельм Морокутті
Вільгельм Морокутті, Кутті (нім. Wilhelm Morocutti, 9 травня 1900, Відень — 2 лютого 1962, Обернойкірхен) — австрійський футболіст, що грав на позиції правого крайнього нападника. Відомий виступами, зокрема, у складі клубу «Аматоре» (Відень), а також національної збірної Австрії. Дворазовий чемпіон Австрії, п'ятиразовий володар кубка Австрії, фіналіст кубка Мітропи.

## Клубна кар'єра
З 1916 і по 1930 рік виступав у складі клубу «Аматоре» (Відень), що наприкінці виступів Вільгельма був перейменований у «Аустрію», як команда називається й до цього часу. Грав переважно на позиції правого крайнього нападника, хоча за потреби міг зіграти і на іншому фланзі нападу, або на позиції інсайда. Був безпосереднім учасником підйому «Аматоре» в число провідних клубів Австрії і всієї Європи.
Разом з командою завоював два перших у її історії титули чемпіона Австрії у 1924 і 1926 роках і ще чотири здобував срібло чемпіонату. Ще більшими є успіхи клубу у кубку Австрії. Кутті ставав переможцем цього трофею чотири рази у 1921, 1924, 1925 і 1926 роках, а також ще тричі команда у цей період була фіналістом турніру. У складі «Аматоре» поруч з Вільгельмом у лінії нападу грали такі зірки австрійського і європейського футболу, як Густав Візер, Кальман Конрад, Альфред Шаффер, Фердінанд Сватош, Віктор Гірлендер і Маттіас Сінделар.
У 1930 році перейшов у команду «Вінер Атлетікспорт Клуб», більш відому як ВАК. Стабільним гравцем основи клубу не був, але долучився до успіхів команди у цей період. З командою здобув перемогу в кубку Австрії 1931. Той розіграш проводився за експериментальною схемою. 10 найсильніших команд країни грали за круговою схемою в одне коло. ВАК у дев'яти матчах жодного разу не програв і лише двічі зіграв унічию. Завдяки цьому клуб на одне очко випередив «Аустрію» і здобув трофей. Морокутті зіграв у семи матчах турніру і забив 3 голи.
Став з клубом фіналістом кубка Мітропи 1931 року, куди ВАК потрапив як переможець національного кубку. У попередніх раундах турніру не грав, а на позиції правого нападника виступав Франц Цізар. Натомість Вільгельм вийшов у другій фінальній грі проти співвітчизників з «Вієнни». Вихід ветерана не допоміг ВАКу і команда вдруге поступилась «Вієнні» з рахунком 1:2 (в першій грі рахунок був 2:3).

## Виступи за збірну
У складі збірної Австрії дебютував 1922 року у поєдинку зі збірною Італії (3:2). У період з 1922 по 1928 рік зіграв 17 матчів, у яких забив 5 голів.
Також виступав у складі збірної Відня.

## Титули і досягнення
- Чемпіон Австрії (2):

«Аматоре»: 1924, 1926
- Срібний призер чемпіонату Австрії (4):

«Аматоре»: 1920, 1921, 1923, 1925
- Володар Кубка Австрії (5):

«Аматоре»: 1921, 1924, 1925, 1926
ВАК: 1931
- Фіналіст Кубка Австрії (3):

«Аматоре»: 1920, 1922, 1927
- Фіналіст Кубка Мітропи (1):

ВАК: 1931
| Дата       | Місто           | Господарі      | Результат | Гості          | Турнір           | Голи | Примітки |
| ---------- | --------------- | -------------- | --------- | -------------- | ---------------- | ---- | -------- |
| 15/01/1922 | Мілан           | Італія         | 3 – 3     | Австрія        | товариський матч | -    |          |
| 11/06/1922 | Відень          | Австрія        | 7 – 1     | Швейцарія      | товариський матч | -    |          |
| 06/05/1923 | Відень          | Австрія        | 1 – 0     | Угорщина       | товариський матч | -    |          |
| 10/06/1923 | Стокгольм       | Швеція         | 4 – 2     | Австрія        | товариський матч | -    |          |
| 21/05/1924 | Відень          | Австрія        | 6 – 0     | Болгарія       | товариський матч | -    |          |
| 14/09/1924 | Відень          | Австрія        | 2 – 1     | Угорщина       | товариський матч | -    |          |
| 09/11/1924 | Відень          | Австрія        | 1 – 1     | Швеція         | товариський матч | -    |          |
| 22/03/1925 | Відень          | Австрія        | 2 – 0     | Швейцарія      | товариський матч | -    |          |
| 19/04/1925 | Париж           | Франція        | 0 – 4     | Австрія        | товариський матч | 1    |          |
| 05/05/1925 | Відень          | Австрія        | 3 – 1     | Угорщина       | товариський матч | -    |          |
| 24/05/1925 | Прага           | Чехословаччина | 3 – 1     | Австрія        | товариський матч | -    |          |
| 27/09/1925 | Відень          | Австрія        | 0 – 1     | Іспанія        | товариський матч | -    |          |
| 13/12/1925 | Серен (Бельгія) | Бельгія        | 3 – 4     | Австрія        | товариський матч | 2    |          |
| 14/03/1926 | Відень          | Австрія        | 2 – 0     | Чехословаччина | товариський матч | 1    |          |
| 02/05/1926 | Будапешт        | Угорщина       | 0 – 3     | Австрія        | товариський матч | 1    |          |
| 30/05/1926 | Відень          | Австрія        | 4 – 1     | Франція        | товариський матч | -    |          |
| 06/05/1928 | Відень          | Австрія        | 3 – 0     | Югославія      | товариський матч | -    |          |
| Усього     |                 | Матчів         | 17        |                | Голів            | 5    |          |